# Ivanovec
Ivanovec (mađarski Drávaszentiván) je naselje u Republici Hrvatskoj, u sastavu Grada Čakovca, Međimurska županija. 

## Stanovništvo
Prema popisu stanovništva iz 2001. godine, naselje je imalo 2195 stanovnika te 642 obiteljskih kućanstava.
| broj stanovnika | 548   | 625   | 711   | 813   | 904   | 985   | 1123  | 1295  | 1539  | 1685  | 1742  | 1860  | 2015  | 2111  | 2195  | 2093  | 1922  |
|                 | 1857. | 1869. | 1880. | 1890. | 1900. | 1910. | 1921. | 1931. | 1948. | 1953. | 1961. | 1971. | 1981. | 1991. | 2001. | 2011. | 2021. |

## Poznati ljudi
- fra Serafin Sabol, hrvatski katolički svećenik, čuvar trsatskog svetišta